# Henry Lawrence Island
Henry Lawrence Island är en ö i Indien.   Den ligger i unionsterritoriet Andamanerna och Nikobarerna, i den sydöstra delen av landet, 2 500 km sydost om huvudstaden New Delhi. Arean är 55 kvadratkilometer.
Terrängen på Henry Lawrence Island är platt. Öns högsta punkt är 153 meter över havet. Den sträcker sig 14,1 kilometer i nord-sydlig riktning, och 6,2 kilometer i öst-västlig riktning.